# Saunders Lake
Saunders Lake az Amerikai Egyesült Államok északnyugati részén, Oregon állam Coos megyéjében elhelyezkedő statisztikai település. A 2020. évi népszámlálási adatok alapján 1055 lakosa van.